# 1894
Évszázadok: 18. század – 19. század – 20. század
Évtizedek: 1840-es évek – 1850-es évek – 1860-as évek – 1870-es évek – 1880-as évek – 1890-es évek – 1900-as évek – 1910-es évek – 1920-as évek – 1930-as évek – 1940-es évek
Évek: 1889 – 1890 – 1891 – 1892 –  1893 – 1894 – 1895 – 1896 – 1897 – 1898 – 1899

## Események

### Határozott dátumú események
- március 17. - Somossy Károly a Nagymező utca 17. sz. alatt megnyitja a Somossy Orfeumot (ma Budapesti Operettszínház néven ismert)
- március 20. – Kossuth Lajosnak, az 1848–49. évi forradalom és szabadságharc vezetőjének halála Torinóban.[1]
- április 2. – Kossuth Lajos temetése Budapesten.[1]
- április 27. – Bulgáriában megbukik Sztefan Sztambolov osztrákbarát kormánya.[2]
- április 30. – A sárvári cukorgyár megalapítása.
- május 7.–25. – A memorandum-perben a vádlottak többségét, a Román Nemzeti Párt Központi Bizottságának tizennégy tagját fogházbüntetésre ítélik.[2]
- május 21. – Megnyílik a Manchesteri hajócsatorna.

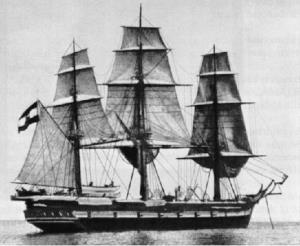
Saida

- május 21. – Visszaérkezett föld körüli útjáról a Saida vitorlás Polába.
- június 30. – Megnyitják – az azóta London egyik jelképévé vált – Tower-hidat.
- október 15. – Alfred Dreyfus letartóztatásával megkezdődik a Dreyfus-ügy.[3]
- október 23. – Budapesten megnyílik a négyemeletes, eklektikus stílusú New York-palota.
- november 1.
- Első alkalommal jelenik meg a „Billboard Advertising” (a későbbi „Billboard”) az Ohio állami Cincinnatiban. (A 8 oldalas havilap ára 10 cent volt, éves előfizetése 90 cent.)
- november 2. – Megépül a Duna alatti – Káposztásmegyer-palotasziget közötti – vízszállító alagút (bujtató). (Magyarországon ez volt az első folyam alatt épített alagút.)[4]
- december 22. – Lezárul a Dreyfus-per: a haditörvényszék Dreyfust életfogytiglani deportálásra és várfogságra ítéli.[3]

### Határozatlan dátumú események
- A Nemzeti Szalon megalapítása Budapesten.
- Németország létrehozza a távol-keleti cirkáló osztályát 4 hajóval, a távol-keleti német érdekek védelmére és a csendes-óceáni gyarmatokkal való kapcsolattartás biztosítására.[5]

## Az év témái

### 1894 a filmművészetben
- január 7. – W.K. Dickson szabadalmaztatja a mozgófilmet.
- január 7. – Thomas Alva Edison a Black Maria filmstúdióban filmre veszi segédje, Fred Ott tüsszentését egy Kinetoszkóppal.
- április 14. – A Kinetoszkóp első hivatalos bemutatójára került sor New Yorkban a Broadway 1155. alatt, a Holland Testvérek Mozgófilm Klubjában.

### 1894 a sportban
- június 23. – Pierre de Coubertin kezdeményezésére Párizsban a Sorbonne-on az olimpiai játékok felújítására megalapítják a Nemzetközi Olimpiai Bizottságot, Kemény Ferenc társalapító révén kezdettől Magyarország tagságával.
- július 22. – Párizs–Rouen futam volt az első Automobil verseny, a Le Petit Journal párizsi újság szervezte.

### 1894 a tudományban
- július 4. – Elwood Haynes amerikai mérnök az indianai Kokomóban sikerrel kipróbálja az óránként 10–11 km-es sebességgel haladó, 1 lóerős, egyhengeres járművét. (Az autó a legrégebbi fennmaradt amerikai gépkocsi.)[6]
- november 1. – Párizsban bejelentik a diftéria elleni vakcina felfedezését.
- A magyar Mathematikai és Physikai Társulat (második) évi rendes közgyűlésén, egy Szily Kálmán által  indítványozott, és elfogadott határozat szerint, „szerény emlékkövet” állított Bolyai János addig jeltelen sírja fölé.[7]

## Születések
- január 1. – Satyendra Nath Bose matematikus († 1974)
- január 3. – Zazu Pitts színésznő († 1963)
- január 8. – Tkálecz Vilmos, a Vendvidéki Köztársaság alapítója († 1950)
- január 9. – Máté Imre magyar földbirtokos, jogász, közgazdász, szakíró, országgyűlési képviselő († 1983)
- január 17. – Szőnyi István festőművész († 1960)
- január 31. – Konrád Ignác festő- és szobrászművész († 1969)
- február 8. – King Vidor magyar származású amerikai filmrendező († 1982)
- február 14. – Jack Benny amerikai rádiós és tévés († 1974)
- március 8. – Wäinö Aaltonen finn szobrász, festő († 1966)
- március 13. – Auszmann György magyarországi német származású gazdálkodó, kommunista országgyűlési képviselő († 1969)
- március 15. – Aba-Novák Vilmos festőművész († 1941)
- március 20. – Hans Langsdorff német kapitány († 1939)
- március 24. – Cseh-Szombathy László magyar orvos, egészségpolitikus († 1968)
- április 5. – Zsedényi Béla miskolci jogászprofesszor († 1955)
- április 13. – Derkovits Gyula magyar festő és grafikus († 1934)
- április 16. – Anatolij Pavlovics Rjabov erza nyelvész, pedagógus, az erza nyelv első professzora († 1938)
- április 28. – Molnár C. Pál festőművész († 1981)
- április 29. – Kovács Sándor katolikus pap, újságíró, országgyűlési képviselő († 1942)
- május 11. – Zádor Jenő magyar zeneszerző († 1977)
- május 22. – Sarlay István császári és királyi katonatiszt, magyar királyi csendőrtiszt, az Első Magyar Kartonlemezgyár Rt főtisztviselője († 1962)
- május 26. – Lukács Pál magyar származású Oscar- és Golden Globe-díjas színész († 1971)
- június 6. – Álgyay Hubert Pál hídmérnök († 1945)
- június 13. – Jacques Henri Lartigue francia festő, amatőr fotográfus († 1986)
- június 14. – Lázár Imre magyar gazdálkodó, kisgazda politikus, országgyűlési képviselő († ?)
- június 19. – Alekszandr Jakovlevics Hincsin szovjet-orosz matematikus (valószínűségszámítás, információelmélet, számelmélet) († 1959)
- június 23. – Gunde László magyar földbirtokos, vetőmagtermelő és -kereskedő, országgyűlési képviselő († 1972)
- június 25. – Hermann Oberth fizikus, az űrkutatás egyik úttörője († 1989)
- július 1. – Henryk Sławik vértanúságot szenvedett lengyel diplomata, embermentő († 1944)
- július 2. – André Kertész magyar származású fotóművész († 1985)
- július 6. – Csurka Péter újságíró, író († 1964)
- július 7. – Mihály Dénes gépészmérnök († 1953)
- július 8. – Pjotr Leonyidovics Kapica szovjet fizikus († 1984)
- július 25. – Gavrilo Princip szerb nacionalista, az I. világháborút formálisan kirobbantó, Ferenc Ferdinánd elleni szarajevói merénylet végrehajtója († 1918)
- július 29. – Csokonai Vitéz Gizella költő († 1965)
- augusztus 12. – Miskolczy Dezső orvos († 1978)
- augusztus 30. – Ujszászy István vezérőrnagy († 1948)
- szeptember 9. – Gulácsy Irén író († 1945)
- szeptember 13. – Julian Tuwim lengyel költő († 1953)
- szeptember 15. – Jean Renoir rendező († 1979)
- szeptember 25. – Nizsalovszky Endre jogtudós, akadémikus († 1976)
- szeptember 27. – Lothar von Richthofen, az első világháború ötödik legeredményesebb vadászpilótája 40 légigyőzelmével († 1922)
- október 6. – Huszovszky Lajos magyar ügyvéd, országgyűlési képviselő († ?)
- október 7. – Del Lord rendező († 1970)
- október 18. – Déry Tibor író († 1977)
- október 20. – Olive Thomas színésznő († 1920)
- október 23. – Varga Gedeon kisgazdapárti politikus, országgyűlési képviselő († 1972)
- november 13. – Göllner Mária magyar művelődéstörténész, antropozófus, a magyarországi Waldorf-pedagógia megteremtője († 1982)

## Halálozások
- január 12. – Pereszlényi János (1831–1894) győri református lelkész, újságíró, lapszerkesztő (* 1831)
- március 2. – Jubal Anderson Early az amerikai polgárháború konföderációs, déli erőinek tábornoka volt, emellett sikeres jogi pályafutás állt mögötte (* 1816)
- március 12. – Paulay Ede, színész, rendező, műfordító (* 1836)
- március 20. – Kossuth Lajos, az 1848–49. évi forradalom és szabadságharc vezetője[1] (* 1802)
- április 10. – Szabó József geológus (* 1822)
- április 7. – Házmán Ferenc magyar jogász, politikus, Buda utolsó polgármestere (* 1810)
- június 5. – Marcelina Czartoryska lengyel hercegnő, zongoraművész, Chopin tanítványa (* 1817)
- november 20. – Anton Grigorjevics Rubinstejn orosz zongoraművész, zeneszerző, karmester (* 1829)
- december 3. – Robert Louis Stevenson, skót író (* 1850)
- december 13. – Xántus János természettudós, utazó, néprajzkutató, az MTA levelező tagja (* 1825)